# 明王 (馬韓)
韓武（？—？），是三韓之馬韓的君主，第5代王。在位於前144年至前113年，諡號明王（韓語：명왕），名韓武（韓語：한무）。